# جوليا هويت
جوليا هويت (بالإنجليزية: Julia Hoyt)‏ هي ممثلة أمريكية، ولدت في 15 سبتمبر 1897 في نيويورك في الولايات المتحدة، وتوفي بنفس المكان في 31 أكتوبر 1955.

## وصلات خارجية
- جوليا هويت على موقع IMDb (الإنجليزية)
- جوليا هويت على موقع قاعدة بيانات برودواي على الإنترنت (الإنجليزية)
- جوليا هويت على موقع قاعدة بيانات برودواي على الإنترنت (الإنجليزية)